# トンネルフリーザー
トンネルフリーザーとは、ベルトコンベアの入口から出口までをトンネルのように覆い、その中で製品を冷凍する機械である。対象を連続的に効率良く急速冷凍するための機械で、加熱調理済の冷凍食品や一次加工した海産物の冷凍など、食品加工業で多く用いられている。
トンネルフリーザー®は、タカハシガリレイ株式会社（旧社名 髙橋工業株式会社）の登録商標である。